# Чєрна-над-Тисою
Чєрна-над-Тисою або Чорна-над-Тисою (словац. Čierna nad Tisou, угор. Tiszacsernyö) — місто, адміністративний центр громади в окрузі Требишів, Кошицький край, східна Словаччина, традиційний (туристичний) регіон Нижній Земплін (словац. Dolný Zemplín). Розташоване поруч з потрійним стиком державних кордонів України, Словаччини та Угорщини. Кадастрова площа громади — 9,37 км². Населення — 3633 особи (за оцінкою на 31 грудня 2017 р.).

## Географія
Протікає Сомоторський канал.

## Історія
Перша згадка про маленьке поселення Чєрна датується 1828 року. Сучасне місто було засноване у 1946 році і отримало назву Чєрна-при-Чопі, у 1948 році назва була змінена на сучасну Чєрна-над-Тисою.
29 липня 1968 року в місцевому будинку культури протягом трьох днів зустрічалися для обговорення Празької весни лідери ЦК КПРС Леонід Брежнєв та ЦК КП Чехословаччини Александер Дубчек на чолі делегацій Політбюро ЦК КПРС та Президії ЦК КПЧ.
Статус міста Чєрна отримала 1969 року.

## Економіка

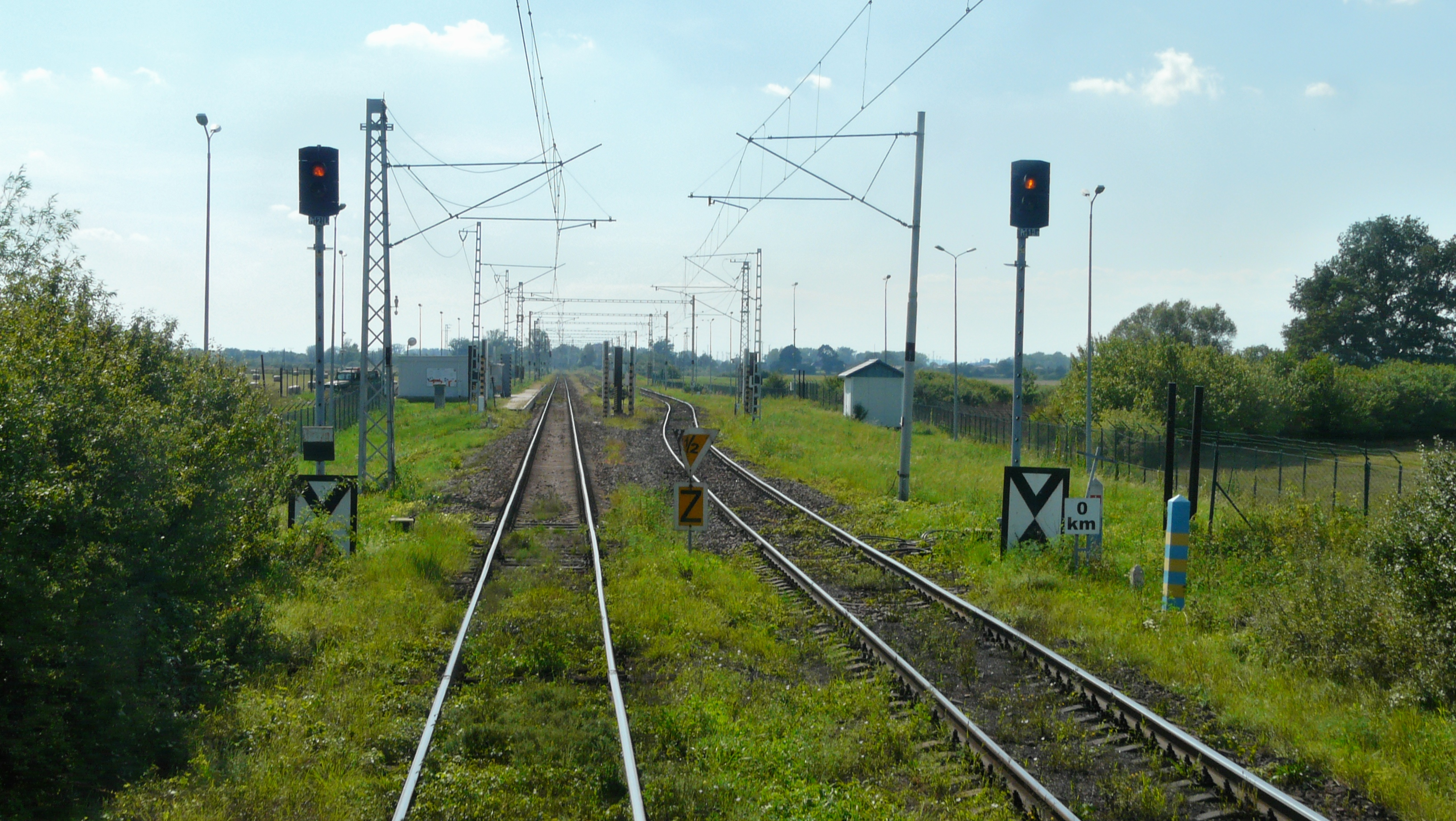
Державний кордон з Україною

У 1947 році був побудований залізничний вузол та прокладено ширококолійну залізницю Ужгород — Кошиці — Ганиська, що сполучила її з найбільшим залізничним вузлом на заході України — Чопом. Тут діє міжнародний залізничний перехід Чєрна — Чоп, планується відкриття дорожнього переходу Чєрна — Соломоново.
На станції здійснюється пересадка пасажирів із внутрішньословацьких поїздів на приміський поїзд Чєрна-над-Тисою — Чоп та у зворотному напрямку.

## Населення
| Рік:            | 1994. | 2004.    | 2014.    | 2024.   |
| --------------- | ----- | -------- | -------- | ------- |
| Кількість осіб: | 5032  | 4390     | 3683     | 3367    |
| Різниця:        |       | -12,75 % | -16,10 % | -8,57 % |

| Рік:            | 2023. | 2024.   |
| --------------- | ----- | ------- |
| Кількість осіб: | 3406  | 3367    |
| Різниця:        |       | -1,14 % |

Національний склад населення за переписом 2011 року:
- 60 % угорці
- 34 % словаки
- 6 % цигани